# Acrocercops trisigillata
Acrocercops trisigillata là một loài bướm đêm thuộc họ Gracillariidae. Loài này có ở Queensland.